# Герршинг
Герршинг (нім. Herrsching) — громада в Німеччині, розташована в землі Баварія. Підпорядковується адміністративному округу Верхня Баварія. Входить до складу району Штарнберг.
Площа — 20,88 км2. Населення становить 10 772 ос. (станом на 31 грудня 2020).